# Meas Kheng
Meas Kheng, född 28 mars 1946, är en friidrottare från Kambodja. Hon deltog vid olympiska sommarspelen 1972.